# Öömrang Ferian

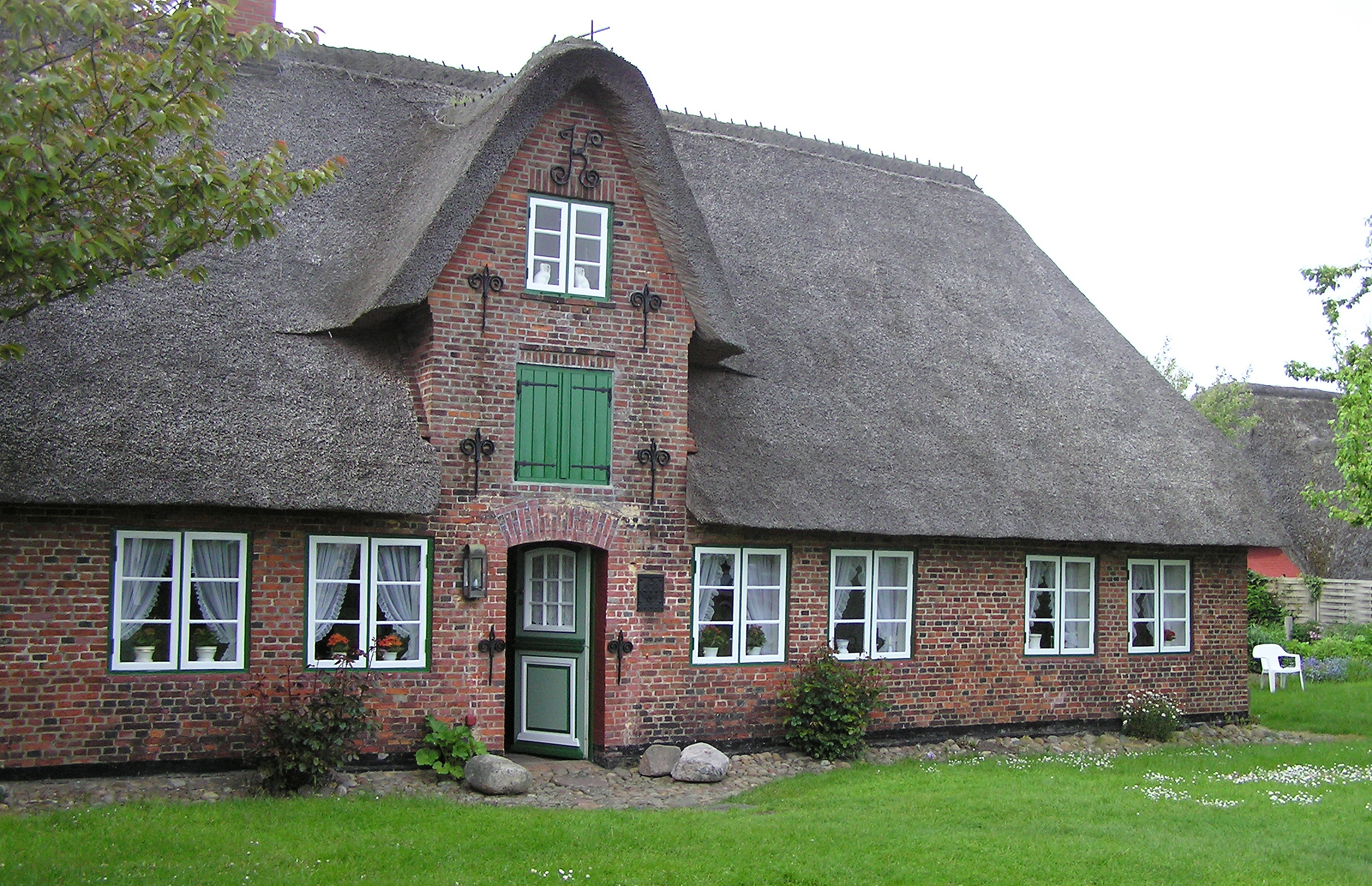
Öömrang Hüs

Der Öömrang Ferian i. f. (deutsch: Amrumer Verein e. V.) ist ein 1974 gegründeter Heimat- und Kulturverein auf der Nordseeinsel Amrum mit rund 380 Mitgliedern (Stand 2015). Ziel des Vereins ist die Pflege der Amrumer Geschichte und Kultur, darunter des nordfriesischen Dialekts Öömrang; seit 1980 gibt es auch einen naturkundlichen Zweig. Der Verein betreut seit 1983 das Naturschutzgebiet Amrumer Dünen sowie das Landschaftsschutzgebiet Amrum. Gemeinsam mit der Schutzstation Wattenmeer betreut der Öömrang Ferian seit 2001 auch einen Teil des Nationalparks Schleswig-Holsteinisches Wattenmeer. Des Weiteren betreibt der Verein in Nebel ein heimatkundliches Museum, das Öömrang Hüs, sowie die naturkundliche Ausstellung Maritur am Norddorfer Strandübergang. Das Naturzentrum bietet verschiedenartige Führungen an.